# 默黑萨纳
默黑萨纳（羅馬化：Mahēsāṇā）是印度古吉拉特邦默黑萨纳县的一个城镇。总人口98987（2001年）。

## 人口
该地2001年总人口98987人，其中男性52280人，女性46707人；0—6岁人口10786人，其中男6237人，女4549人；识字率76.74%，其中男性为81.39%，女性为71.53%。